# 1594 na arte

## Eventos
- Fernão Gomes foi nomeado "pintor a óleo de sua magestade" Filipe II de Espanha

## Quadros
- Os Trapaceiros - pintura de Caravaggio. Pertence ao acervo do Museu de Arte Kimbell, em Fort Worth, Estados Unidos.

## Nascimentos
| Data | Nome | Profissão | Nacionalidade | Observações | Ref |
| ---- | ---- | --------- | ------------- | ----------- | --- |

## Mortes
| Data       | Nome              | Profissão            | Nacionalidade                   | Observações | Ref |
| ---------- | ----------------- | -------------------- | ------------------------------- | ----------- | --- |
| 31 de maio | Tintoretto        | pintor do Maneirismo | Sereníssima República de Veneza | n. c. 1518  |     |
| ??         | Francisco Venegas | pintor maneirista    | Espanha                         | n. 1525     |     |